# 傑列季納
48°42′44″N 26°48′27″E / 48.71222°N 26.80750°E
傑列季納（烏克蘭語：Гелетина），是烏克蘭的村落，位於該國西部赫梅利尼茨基州，由卡緬涅茨-波多利斯基區負責管轄，始建於1718年，面積0.41平方公里，2001年人口23，人口密度每平方公里56.4人。